# 다케다 히데토시
다케다 히데토시(일본어: 武田 英寿, 2001년 9월 15일~)는 일본의 축구 선수이다.

## 구단 경력
그는 2020년 J1리그의 우라와 레즈에 입단했다. 2021년 7월부터 2023년까지 J2리그의 FC 류큐, 오미야 아르디자, 미토 홀리호크에서 뛰었다. 2024년 우라와 레즈로 복귀했다. 2025년 J2리그의 베갈타 센다이로 이적했다.